# Henri Frei
Pour les articles homonymes, voir Frei.
Henri Frei, né le 5 juin 1899 à Baar et mort le 14 janvier 1980, est un linguiste suisse orientalisant. 

## Biographie
Coéditeur des Cahiers Ferdinand de Saussure de 1957 à 1972, il est surtout connu pour son ouvrage La grammaire des fautes, dans lequel il analyse un corpus important de textes en français « populaire » (lettres écrites par des soldats de la Première Guerre mondiale) en tant que système linguistique cohérent. Il y développe notamment la thèse que « la faute sert à prévenir ou à réparer les déficits du langage correct ».